# Гамбург-Ротенбургсорт
Ротенбургсорт (нім. Rothenburgsort) — частина району Гамбург-Центр вільного та ганзейського міста Гамбург. Місцевість розташована між Північною Ельбою та Білє.